# High Island (Galway)
High Island (irisch Ardoileán) ist eine unbewohnte irische Insel im Atlantik westlich vom Cap Aughrus Point und von Friar’s Island, drei Kilometer vor der Küste Connemaras im Westen des County Galway. Das hohe Kliff bestimmt die Küstenlinie und erklärt den Namen „Hohe Insel“. Tief einschneidende enge Meeresarme geben ihr eine unverwechselbare Form.

## Geschichte
Wie viele kleine Inseln an der Westküste wurde es zum Standort eines frühmittelalterlichen Klosters. Es soll von St. Feichin of Fore gegründet worden sein, der im Jahre 664 starb. Eines der wichtigen Manuskripte über das Leben St. Feichins wurde auf der Insel geschrieben. Der „Chief Confessor of Ireland“ (oberste Beichtvater) Saint Gormeal of Ardoilen (Gorgonius) wurde hier im Jahre 1017 begraben. Die wichtigste Ruine des in einem Tal an der Südseite gelegenen Klosters ist die rechteckige Kirche mit einem flachen Türsturz über dem Eingang. Er kann aber nicht original sein, da er aus einem alten Kreuzstein besteht. Das östliche Ende der Kirche ist zerstört. Um die Kirche herum sind die Basen von Bienenkorbhütten und eine Anzahl Platten erhalten, die mit Kreuzen dekoriert sind. Die Mauer, die das Kloster umgab, ist erhalten.
Von 1960 bis 1998 gehörte die Insel dem Dichter Richard Murphy (1927–2018), der auf dem Festland im nahen Claddaghduff wohnte und in seinen High-Island-Geschichten und anderen Werken über die Hinterlassenschaft der frühen Mönche schrieb. Überfahrten zur Insel erfolgten lange mit einem speziellen Boot, dem Curragh.
In den 1980ern begannen eine Studie und anschließende archäologische Grabung und Restaurierung der Anlagen. Zugleich erfolgte eine Untersuchung der Vegetationsgeschichte der Insel. Colin Rynne erstellte eine Studie über eine der selten erhaltenen Horizontalwassermühlen. Die Mühle liegt im Südwesten eines größeren Sees und etwa 100 m südwestlich des Oratoriums. Erhalten haben sich die Fundamente von Wänden aus Trockenmauerwerk auf beiden Seiten eines kleinen Bachs. Rechteckig im Grundriss (Länge 6,9 m, Breite 4,4 m), sitzen sie über dem Bach, der an diesem Punkt durch eine 1 m breite Lücke geleitet wird.
R. A. S. Macalister (1870–1950) und Herity (1977, 60) beschrieben die Struktur noch als Mühlendamm. Mit größerer Wahrscheinlichkeit handelt es sich jedoch um Reste einer Horizontalmühle. Ungefähr 18,0 m stromaufwärts liegen die Spuren eines möglichen Dammes, der eine vier Meter lange Reihe von Felsblöcken (Länge 4 m) umfasst. Die Wassermühle scheint aus dem 9. oder frühen 10. Jahrhundert zu stammen. Sie ist besonders relevant für die Architektur- und Kunstgeschichte Irlands. Das Buch beinhaltet eine detaillierte Analyse des Klosters und seiner Elemente. Die Ausgräber belegen, dass die erhaltene Bausubstanz die letzte Periode der Nutzung vom späten 10. bis zum 12. Jahrhundert widerspiegelt. Nichts kann auf die mutmaßliche Gründungszeit des Klosters im 7. Jahrhundert datiert werden. Die Einfriedungsmauer war hingegen bereits vor Gründung des Klosters da.
High Island muss wie Skellig Michael als eine Einsiedelei mit sehr wenigen Einwohnern interpretiert werden. Dieses Bild passt aber schwerlich zur Errichtung einer Wassermühle und den zugehörigen Aktivitäten.
Die Arbeit hat einen Beitrag zur Geschichte der Insel erbracht. Die Pollenanalysen legen nahe, dass es monastische Aktivitäten erst nach 1.000 v. Chr. auf der Insel gab. Das im Fußboden der Kirche gefundene Material erbrachte dagegen Daten die zwischen 300 v. Chr. und 20 n. Chr. liegen. Sie zeigen eine eisenzeitliche Aktivität auf der Insel. Nachdem die Nutzung des Klosters endete, erfolgt die nächste eindeutige Betriebsamkeit auf der Insel erst wieder im 19. Jahrhundert durch den Bergbau. Aufgrund der Versetzung von Cross Slabs gibt es allerdings Hinweise darauf, dass die Insel bis in die jüngere Vergangenheit im Mittelpunkt von Wallfahrten stand.
Zu den geschützten Monumenten auf der Insel gehören außerdem:
- Brian-Boru-Brunnen und sein Pillarstone
- Mehrere bedeutende Cross Slab
- Ein historisches Steinkreuz